# Glenea camilla
Glenea camilla é uma espécie de escaravelho da família Cerambycidae. Foi descrita por Francis Polkinghorne Pascoe em 1867.